# Calvisano

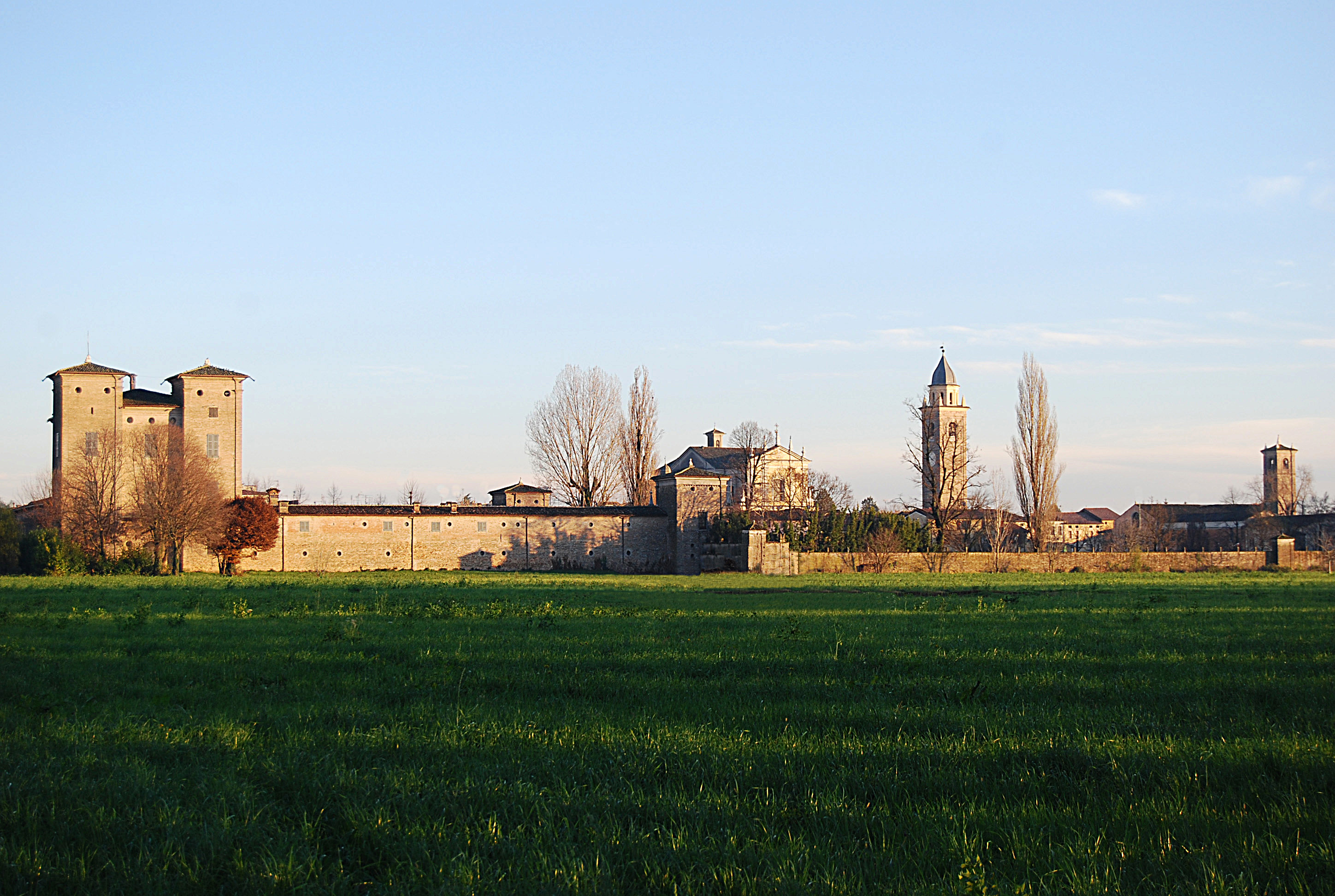
Calvisano

Calvisano ist eine norditalienische Gemeinde (comune) mit 8380 Einwohnern (Stand 31. Dezember 2023) in der Provinz Brescia in der Lombardei. Die Gemeinde liegt etwa 23,5 Kilometer südöstlich von Brescia, einige Kilometer westlich des Chiese.

## Geschichte
Die Ortschaft wurde schon frühzeitig als Festungsanlage ausgebaut; Mauern und Tore sind heute noch erhalten. Seit 1427 besteht der Markt, der traditionell immer noch abgehalten wird. 

## Verkehr
Calvisano liegt an der Bahnstrecke Parma–Brescia. 4 Kilometer nördlich von Calvisano liegt ferner der Flughafen Brescia-Montichiari.